# Габибов, Сабир Гачай оглы
Сабир Гачай оглы Габибов — доктор медицинских наук, профессор, академик Российской академии медико-технических наук, лауреат премии правительства Москвы. Заслуженный врач Российской Федерации (2008).

## Биография
Сабир Гачай оглы Габибов родился в Кельбаджарском районе Азербайджанской ССР. Окончил Азербайджанский государственный медицинский институт.
В 1981 году защитил диссертацию «Клиника, диагностика и лечение верхушечного рака легкого» — это была первая кандидатская работа по этому виду заболевания.
В 2004 году удостоен премии города Москвы за достижения в теоретической и практической медицине и за работу «Использование эндоскопической трансиллюминационной флебэктомии с помощью аппарата „Трейвекс“ в организационной модели стационара одного дня». С. Г. Габибов впервые в России внедрил методику эндоскопического удаления вен.

## Награды
- Заслуженный врач Российской Федерации (7 ноября 2008 года) — за заслуги в области здравоохранения и многолетнюю добросовестную работу[2].
- Почётный диплом Президента Азербайджанской Республики (13 июня 2016 года) — за заслуги в развитии медицинской науки[3].
- Золотая медаль Академии медико-технических наук РФ за выдающиеся достижения в научной и общественной деятельности (2006 год)[4].
- Нагрудный знак «Отличник здравоохранения Российской Федерации» Министерства здравоохранения и социального развития за многолетний добросовестный труд[4].
- Премия Правительства Москвы 2005 года за выдающиеся достижения в области медицины — за работу «Использование эндоскопической трансиллюминационной флебэктомии с помощью аппарата «Трайвекс» в организационной модели стационара одного дня»[4].